# Motyčky
Motyčky est un village de Slovaquie situé dans la région de Banská Bystrica.

## Histoire
Première mention écrite du village en 1743.

## Démographie

### Évolution de la population
| Année:               | 1994. | 2004.   | 2014.    | 2024.   |
| -------------------- | ----- | ------- | -------- | ------- |
| Nombre de personnes: | 101   | 98      | 110      | 104     |
| Différence:          |       | -2,97 % | +12,24 % | -5,45 % |

| Année:               | 2023. | 2024.   |
| -------------------- | ----- | ------- |
| Nombre de personnes: | 107   | 104     |
| Différence:          |       | -2,80 % |